# Cyphoderus jugoslavicus
Cyphoderus jugoslavicus is een springstaartensoort uit de familie van de Cyphoderidae. De wetenschappelijke naam van de soort is voor het eerst geldig gepubliceerd in 1933 door Denis.